# جون برستون
جون برستون (بالإنجليزية: John Preston)‏‏ (11 ديسمبر 1945 في ميدفيلد - 28 أبريل 1994 في بورتلاند، مين) كاتب، وروائي من الولايات المتحدة.